# Phytoalexine

Capsidiol, ein Phytoalexin

Phytoalexine (gr. phytos = Pflanze, alekein = „abwehren“) sind niedermolekulare, antimikrobielle und zumindest z. T. antioxidativ wirksame organische Verbindungen, die unmittelbar nach einer Infektion durch Mikroorganismen (wie Bakterien oder Pilzen) von der Pflanze produziert werden, um deren Ausbreitung, Wachstum oder Vermehrung in der Pflanze zu hemmen. Sie sind ca. 24 h nach erfolgter Infektion in den betroffenen pflanzlichen Geweben nachweisbar und erreichen nach ungefähr drei Tagen eine maximale Konzentration. Wichtig zu erwähnen ist hierbei, dass die Phytoalexine ausschließlich in den von Mikroorganismen befallenen Bereichen und der unmittelbaren Umgebung (wenige mm) produziert werden. Bei den Substanzen, die als Phytoalexine wirken, handelt es sich um eine Vielzahl von Verbindungen aus diversen Stoffklassen wie z. B. Flavonoide, Terpenoide, Alkaloide, Stilbenoide, Polyacetylene, Isoflavone etc. Phytoalexine gehören zu den sekundären Pflanzenstoffen.

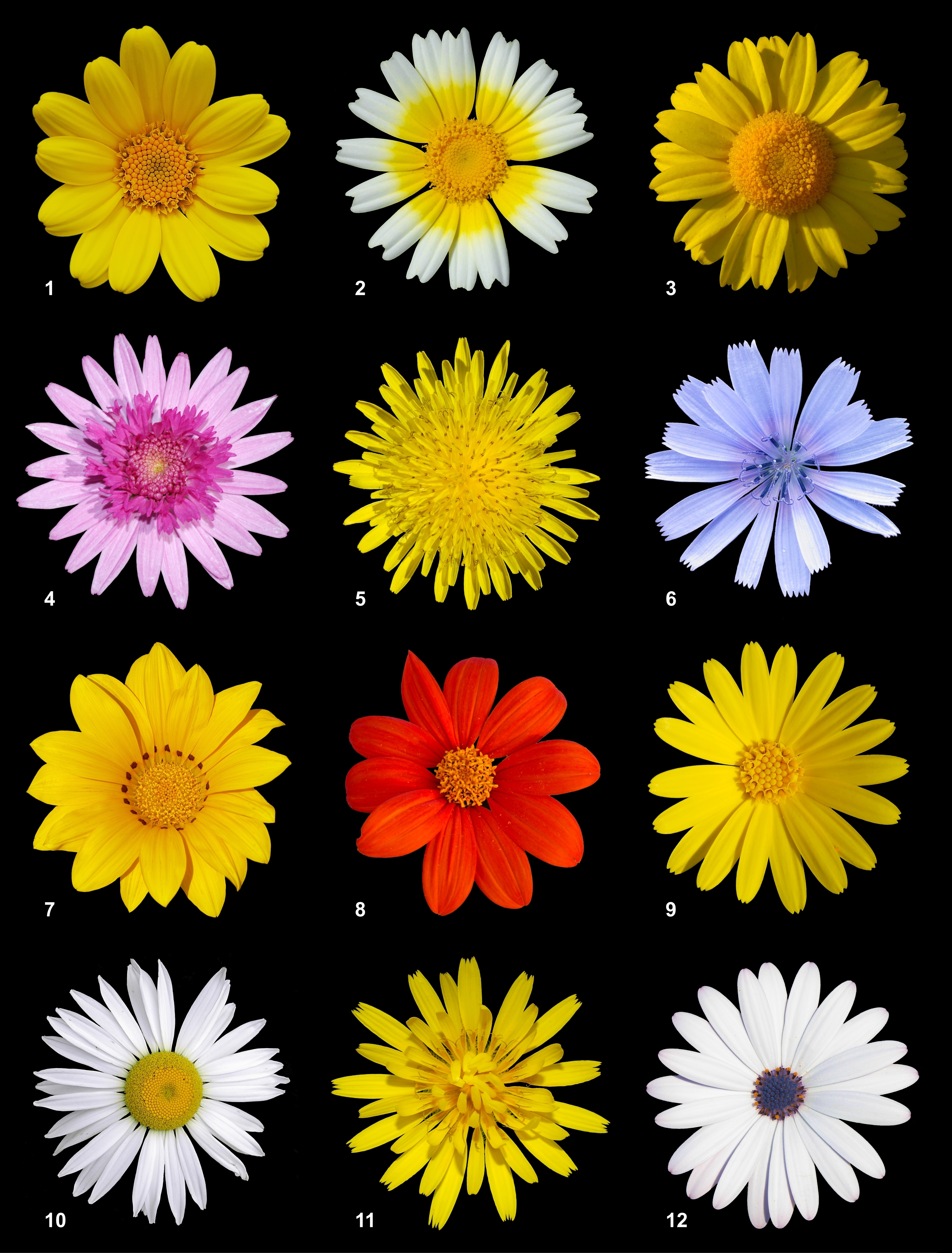
Korbblütler (Asteraceae):
1. Anthemis tinctoria (Asteroideae),
2. Glebionis coronaria (Asteroideae),
3. Coleostephus myconis (Asteroideae),
4. Chrysanthemum spec. (Asteroideae),
5. Sonchus oleraceus (Cichorioideae),
6. Cichorium intybus (Cichorioideae),
7. Gazania rigens (Cichorioideae),
8. Tithonia rotundifolia (Asteroideae),
9. Calendula arvensis (Asteroideae),
10. Leucanthemum vulgare (Asteroideae),
11. Hieracium lachenalii (Cichorioideae),
12. Osteospermum ecklonis (Asteroideae)

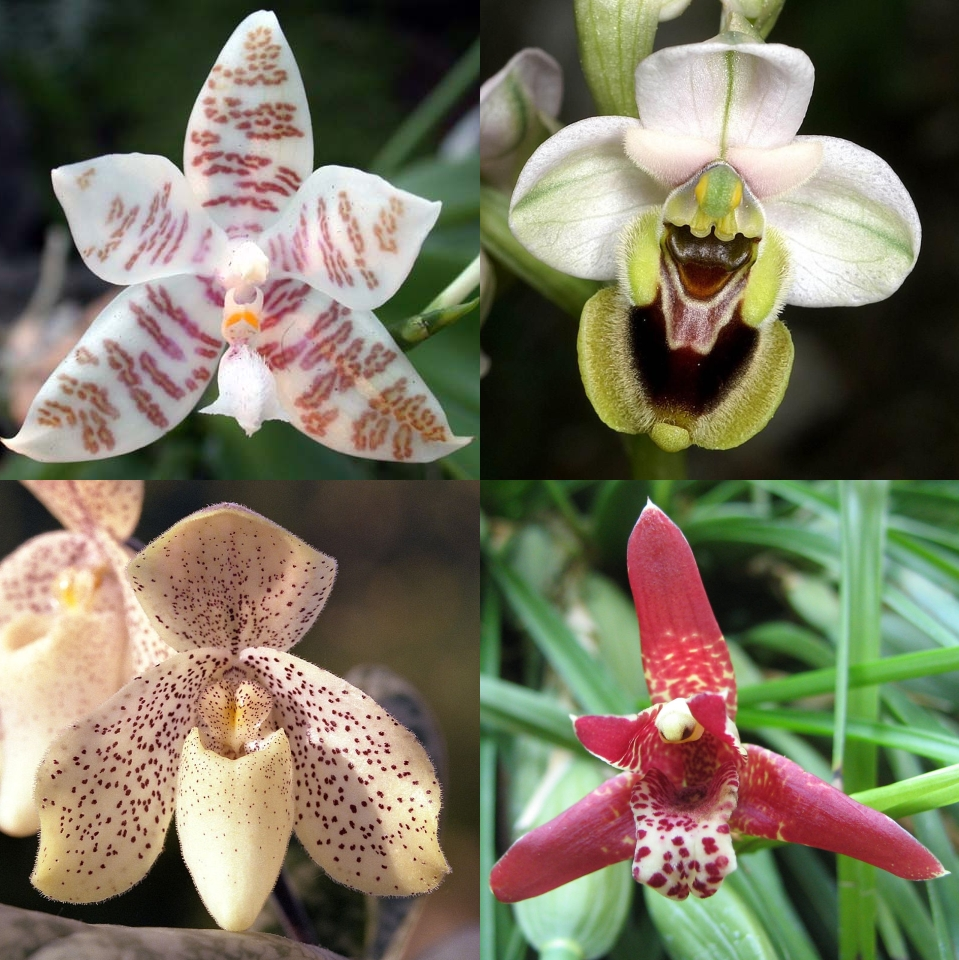
Orchideen (Orchidaceae):
Phalaenopsis hieroglyphica (links oben)
Wespen-Ragwurz (Ophrys tenthredinifera) (rechts oben)
Paphiopedilum concolor (links unten)
Maxillaria tenuifolia (rechts unten)

Phytoalexine wurden in den 1940er Jahren anhand von Studien zur Reaktion verschiedener Kartoffelsorten auf pathogene und nicht-pathogene Stämme des Eipilzes Phytophthora sp. postuliert und ca. 1960 erstmals tatsächlich nachgewiesen. Mittlerweile sind mehrere hundert verschiedene Phytoalexine aus mehr als 15 Pflanzenfamilien bekannt, wobei innerhalb der meisten Familien mehr als ein Phytoalexin (zum Teil auch aus versch. Stoffklassen stammend) produziert wird. Typischerweise sind die Phytoalexine einer bestimmten Pflanzenart einer Stoffklasse zugehörig, die ohnedies für die Art bzw. Familie charakteristisch ist (also auch konstitutiv vorhanden ist). So finden sich z. B. Polyacetylene und Sesquiterpenlactone bei den Asteraceae, Isoflavonoide bei den Fabaceae, Coumarine und Polyacetylene bei den Apiaceae, Phenanthrene bzw. Stilbene bei den Orchidaceae usw. Phytoalexine besitzen in der Regel keine hohe Spezifität (bis auf wenige Ausnahmen), sondern sind im Gegenteil recht unspezifisch gegen eine Vielzahl von eindringenden Mikroorganismen wirksam. Phytoalexine dürfen nicht mit anderen Pflanzeninhaltsstoffen verwechselt werden, die der Pflanze etwa zur Abwehr von Fraßfeinden (Insekten, Würmer, Weidetiere etc.) zur Verfügung stehen. Dieser Ausdruck ist ausschließlich auf de novo gebildete Substanzen zur Abwehr von Mikroorganismen anzuwenden. 
Phytoalexine werden immer erst nach dem Eindringen von Mikroorganismen in pflanzliches Gewebe zur Abwehr derselben neu produziert (de novo) und sind normalerweise in gesunden Teilen der Pflanze nicht nachweisbar. Außer durch Mikroorganismen kann die Produktion von Phytoalexinen aber auch durch eine Vielzahl anderer, auch abiotischer, Faktoren ausgelöst werden wie z. B. UV-Strahlung, Schwermetalle, Temperaturschock, Gewebsverletzung etc. Diese Entdeckung hat auch dazu geführt, dass das ursprüngliche Konzept von Müller & Börger völlig aufgeweicht wurde und in der Folge zahlreiche Pflanzeninhaltsstoffe als Phytoalexine publiziert wurden, die dieses Attribut nicht verdienten, da diese oftmals nur mittels Schwermetallsalzen induziert und deren antimikrobielle Eigenschaften nicht verifiziert wurden. 
Eindeutig zu unterscheiden sind Phytoalexine jedenfalls von sogenannten konstitutiven Pflanzenabwehrstoffen (auch Phytoanticipine genannt; z. B. Senfölglycoside), welche die Pflanze stets zur Verteidigung parat hält und die in verschiedensten Bereichen akkumuliert werden (Drüsen, Sekretgänge, Vakuolen etc.). Phytoalexine werden dagegen nur bei Bedarf und in einem eng begrenzten Bereich (nur an der Infektionsstelle) produziert und ökologisch bzw. energetisch betrachtet bieten sie der Pflanze guten Schutz bei relativ geringem Energieaufwand. Das bedeutet allerdings nicht, dass Phytoalexin-produzierende Pflanzen völlig auf konstitutive Abwehrstoffe verzichten! 
Als Startsignal für die Produktion von Phytoalexinen dienen der Pflanze sogenannte Elicitoren (unter anderem durch Enzyme herausgeschnittene Substanzen aus der Zellwand der angreifenden Mikroorganismen), die an Rezeptoren binden und über eine komplexe Signalkaskade die Information bis an den Zellkern weiterleiten. Zu den Elicitoren, die von der Pflanze erkannt werden, zählen Polysaccharide und Bakterien- und Pilzproteine und -glykoproteine.
Bei der Biochemie, Genetik und Evolution der Phytoalexine handelt es sich um hochaktuelle Forschungsgebiete.